# Thám tử lừng danh Conan: Mục tiêu thứ 14
Thám tử lừng danh Conan: Mục tiêu thứ 14 (名探偵コナン 14番目の標的 Meitantei Konan: Jūyon-banme no Tāgetto) là bộ phim hoạt hình chính thứ hai của bộ truyện tranh Thám tử lừng danh Conan được ra mắt tại Nhật Bản năm 1998, với thám tử chính là Kudo Shinichi. Phiên bản tiếng Anh được ra mắt trên DVD vào ngày 20 tháng 11 2007 bởi Funimation. Bộ phim đã đạt doanh thu ¥1.05 tỉ yên tại Nhật Bản. Nó cũng được chuyển thể thành truyện tranh. Tại Việt Nam phim được phát sóng trên kênh HTV3 vào ngày 27 tháng 11 năm 2016.

## Tổng quát
Trong tập phim này, Ran có một cơn ác mộng về vụ tai nạn của mẹ mình và cô bắt đầu tìm cách nhớ lại về sự kiện đó. Trong lúc đó, người có vài quan hệ thân thiết với thám tử Mori, đã bị tấn công. Tất cả những cái tên của nạn nhân đều phù hợp với những lá bài. Những người này là mục tiêu theo thứ tự từ quân K đến quân A. Cảnh sát kết luận rằng kẻ tấn công muốn trả thù ông Mori, nhưng khi những cuộc tấn công này trở thành tội ác, Conan nhận ra rằng sẽ có 1 cuộc đua để dự đoán được nạn nhân tiếp theo sẽ là ai. Cậu ta sớm phát hiện ra được có một vài điểm khác biệt trong sự nghi ngờ của cảnh sát khi tìm hiểu về tai nạn của 10 năm trước.

## Nội dung

Logo tại Việt Nam trên HTV3.

Tên tội phạm Murakami đã được thả, đây chính là kẻ mà ông Mori đã bắt cách đây nhiều năm trước. Nhưng phải chăng sau vụ đó những hiểu lầm giữa hai vợ chồng Mori không thể hóa giải dẫn đến sự chia tay của hai người? Conan lại bị vướng vào rắc rối của họ. Vì hận thù Mori mà dường như Murakami đang lần lượt gây ra các vụ thương tích và án mạng đối với những người thân thích của ông Mori. Vụ án đầu tiên là nhằm vào thanh tra Megure, rồi cả người vợ luật sư giỏi giang của Mori và tiến sĩ Agasa. Tất cả được thực hiện lần lượt theo các quân bài từ K đến A trong bộ bài tây. Tsugi viên phi công trẻ có quen biết với ông Mori cũng suýt mất mạng trên chiếc trực thăng do anh ta điều khiển nếu không có Conan can thiệp kịp thời. Có kẻ đã đánh tráo lọ thuốc nhỏ mắt của anh ta khiến anh không thể nhìn vào ánh sáng. Một cuộc tập hợp tìm kiếm những người có tên liên quan đến bộ bài được thực hiện. Tất cả đều tập trung ở nhà hàng Aqua Crystal mà chủ nhà hàng là Asahi Katsuyoshi có tên liên quan đến số 9, bao gồm: anh phục vụ Sawaki, cô nàng người mẫu Osanai Nana, biên kịch Shishido, thám tử Mori, Peter Ford, thanh tra Shiratori, nhà văn Nishina và thanh tra Megure
Những vụ án bi kịch liên tiếp xảy ra. Người tiếp theo là chủ quán Asahi bị dìm chết trong bể thủy sinh dưới biển và Sawaki nhưng anh ta may mắn thoát chết trước mũi tên trong hầm rượu. Cô người mẫu Nana là người thứ năm, trong bóng tối của nhà hàng, móng tay của Nana phát sáng và kẻ thù đã đâm chết cô. Cuối cùng là đến các con số từ 6 đến 2. Kẻ sắp đặt nên âm mưu này đã phá vỡ toàn bộ bể thủy sinh dưới biển. Mọi người may mắn tìm được đường thoát. Conan đã nhận rõ chân tướng của thủ phạm. Đó hoàn toàn không phải là Murakami mà là một người trong số bọn họ. Đó chính là Sawaki Kouhei. Cách đây 3 tháng Sawaki bị Nana đâm phải. Tiếp đó lại bị Hiroki làm nhục danh dự Sommelier. Một thời gian sau anh ta không nếm được vị nữa. Đi khám thì bác sĩ nói rằng anh bị rối loạn vị giác do chấn thương ở đầu và bị stress. Ngoài nguyên nhân bị đâm và làm nhục, strees của Sawaki còn do Asahi bảo quản một số lượng lớn rượu không tốt và Nishina viết sai về rượu trong những tác phẩm của mình. Mục tiêu cuối cùng của anh, Shinichi được thay thế bằng Ran. Ran bị bắt làm con tin. Do Shiratori quá rung tay nên Conan đã ra tay lặp lại phát súng của Kogoro Mori 10 năm trước. Bị bắt, Sawaki định tự sát nhưng được ông Kogoro cứu sống.
Sau khi vụ án kết thúc, Ran đã hỏi Eri:" Thế sao mẹ lại bỏ bố mà đi?".  Thì ra là do hôm đó mặc dù rất đau chân Eri vẫn cố gắng nấu một bữa cơm cho Mori để cảm ơn nhưng Mori nhất quyết không ăn (thật ra Eri nấu ăn rất tệ).

## Nhạc phim
"Shoujo no Koro ni Madotta Mitai ni (少女の頃に戻ったみたいに)"
- Lời: Sakai Izumi
- Nhạc: Ohno Aika
- Sắp xếp: Ikeda Daisuke
- Biểu diễn: Zard

## Lồng tiếng
| Nhân vật            | Diễn viên lồng tiếng | Diễn viên lồng tiếng |
| ------------------- | -------------------- | -------------------- |
| Nhân vật            | Nhật Bản             | Việt Nam             |
| Kudo Shinichi       | Yamaguchi Kappei     | Hoàng Khuyết         |
| Edogawa Conan       | Minami Takayama      | Hoàng Khuyết         |
| Mouri Ran           | Yamazaki Wakana      | Thuý Hằng            |
| Mouri Kogoro        | Kamiya Akira         | Trần Vũ              |
| Thanh tra Megure    | Chafūrin             | Trí Luân             |
| Thanh tra Shiratori | Shiozawa Kaneto      | Tuấn Anh             |
| Kojima Genta        | Takagi Wataru        | Thiện Trung          |
| Eimei Shishido      | Nakao Ryusei         | Bá Nghị              |
| Yoshida Ayumi       | Iwai Yukiko          | Kim Ngọc             |
| Kisaki Eri          | Takashima Gara       | Thu Hiền             |
| Suzuki Sonoko       | Matsui Naoko         | Ngọc Quyên           |
| Tsubaraya Mitsuhiko | Ohtani Ikue          | Chánh Tín            |
| Tsuji Hiroki        | Taniguchi Takashi    | Quang Tuyên          |
| Murakami Jou        | Suzuki Eiichirō      | Tất My Ly            |
| Tiến sĩ Agasa       | Ogata Kenichi        | Chơn Nhơn            |
| Peter Ford          | Andy Holyfield       | Hạnh Phúc            |
| Nishina Minoru      | Suzuoki Hirokata     | Minh Vũ              |
| Kuriyama Midori     | Dodo Asako           | Thanh Lộc            |
| Osanai Nana         | Okamoto Maya         | Linh Phương          |
| Okano Towako        | Ichijô Miyuki        | Thu Huyền            |
| Sawaki Kohei        | Nakao Ryusei         | Tấn Phong            |